# Paulo Miklos
Paulo Roberto de Souza Miklos (São Paulo, 21 de janeiro de 1959) é um músico, ator e apresentador de televisão e ex-vocalista da banda de rock Titãs. Em 2001 iniciou a carreira de ator. Em 2011, iniciou a carreira de apresentador de televisão, apresentando o "Paulo Miklos Show" na Mix TV, entre 2012 e 2013. Possui ascendência judaico-húngara e portuguesa.

## Carreira como músico
Seu primeiro contato com a música veio na infância, quando os pais lhe deram um piano e sua avó lhe deu uma flauta doce. Estudou também o piano. Em 1979, participou como arranjador de um festival da extinta TV Tupi, no qual também se apresentaram Arrigo Barnabé e Walter Franco. Chegou a cursar música na Escola de Comunicações e Artes da Universidade de São Paulo. Sem se sentir parte daquele universo de estudantes de conservatório que praticavam desde os seis anos de idade, ele passou um ano visitando a fitoteca da faculdade e copiando seus conteúdos. Também chegou a estudar filosofia na PUC-SP e psicologia em Mogi Mirim.

### Com os Titãs
Nos Titãs, Paulo cantava, tocava guitarra e ocasionalmente teclado e saxofone. Pelo Titãs, Miklos tornou-se um dos principais roqueiros do país, participando de grandes álbuns clássicos da banda e do rock brasileiro, como Cabeça Dinossauro, Jesus Não Tem Dentes no País dos Banguelas, Domingo e o Acústico MTV.
O último trabalho de Miklos com a banda foi o álbum Nheengatu ao Vivo, lançado em 2015. O álbum registrou a turnê do disco anterior da banda, Nheengatu.
No dia 11 de julho de 2016, anunciou seu desligamento da banda, com a intenção de se dedicar a projetos individuais. Na época, prometeu percorrer novos caminhos como compositor e intérprete, assim como na carreira de ator. Em substituição, a banda integrou o músico Beto Lee.

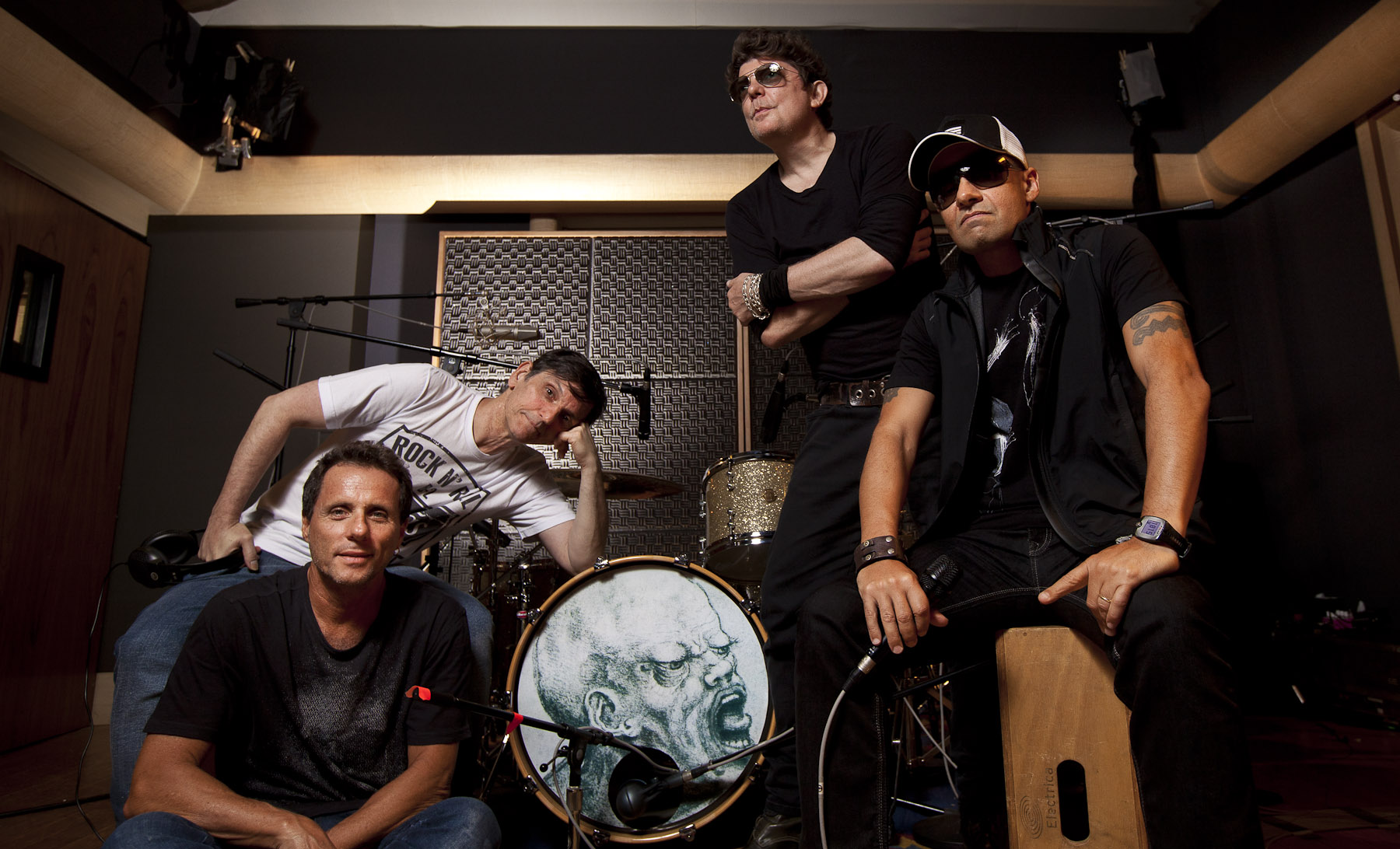
Miklos com Tony Bellotto, Sérgio Britto e Branco Mello (os Titãs) em 2013.

### Solo
Em sua carreira solo, lançou três álbuns. O primeiro, de 1994, leva seu nome e foi totalmente escrito, composto e produzido por ele mesmo. Até agosto de 1997, havia vendido 7,8 mil cópias. O segundo, Vou Ser Feliz e Já Volto (2001), traz o músico na capa com os cabelos loiros em um ensaio fotográfico em Nova Iorque, onde vivenciou excessos com drogas e álcool. Paulo o descreveu da seguinte forma:
| “ | É um disco escapista. É justamente a brincadeira da tabuleta 'Volto já'. Era um pouco isso, de estar muito imerso na coisa do tédio, do cotidiano, da mesmice. Eu talvez estivesse no auge do momento de estar escapando de tudo e usando todos os artifícios possíveis para estar vivendo uma realidade paralela, explorando as portas da percepção escancaradas. | ” |

Em 2014, ele e a vocalista do Pato Fu, Fernanda Takai, cantaram a canção "Mostra Tua Força Brasil", composta por Jair Oliveira e dirigida por Simoninha; o trabalho foi para uma campanha do Itaú Unibanco para a Copa do Mundo FIFA de 2014 no Brasil.
Em 2015, participou da canção "Trono de Estudar", composta por Dani Black em apoio aos estudantes que se articularam contra o projeto de reorganização escolar do governo estadual de São Paulo, comandado à época por Geraldo Alckmin (PSDB). A faixa teve a participação de outros 17 artistas brasileiros: Chico Buarque, Arnaldo Antunes (seu ex-companheiro de Titãs), Tiê, Dado Villa-Lobos (Legião Urbana), Tiago Iorc, Lucas Silveira (Fresno), Filipe Catto, Zélia Duncan, Pedro Luís (Pedro Luís & A Parede), Fernando Anitelli (O Teatro Mágico), André Whoong, Lucas Santtana, Miranda Kassin, Tetê Espíndola, Helio Flanders (Vanguart), Felipe Roseno e Xuxa Levy.
Em 2016, logo após sair dos Titãs, começou a trabalhar em seu terceiro disco solo, A Gente Mora no Agora, que estava então em fase de produção. Em junho de 2017, informou que o trabalho teria produção de Pupillo (Nação Zumbi), direção musical do jornalista e pesquisador Marcus Preto e diversas parcerias, incluindo Emicida, Dadi Carvalho, Erasmo Carlos, Guilherme Arantes, Russo Passapusso (BaianaSystem) e seus ex-companheiros de Titãs Arnaldo Antunes e Nando Reis.
Em julho de 2017, foi lançado o primeiro single do álbum, "A Lei Desse Troço", também foi divulgado na época. Trata-se de uma parceria com Emicida com arranjos de Letieres Leite. Em 28 de julho, divulgou outra faixa, "Vou te Encontrar", escrita por Nando Reis, outro ex-membro dos Titãs, a música entrou para a trilha sonora da Novela O Outro Lado do Paraíso.

## Carreira como ator e apresentador
Paulo Miklos estreou nos cinemas como protagonista do filme O Invasor (2001) - para desempenhar o papel, teve aulas com o rapper Sabotage, que também participou do longa. Depois, atuou em Boleiros 2 - Vencedores e Vencidos (2006) e em Estômago (2007). Em 2009, foi protagonista novamente em É Proibido Fumar, no qual fez o papel de um cantor de bar, revivendo, assim, os seus dias pré-Titãs. Fez também, em 2002, uma participação no clipe de "Só Por Uma Noite", do Charlie Brown Jr., como o diretor fictício do clipe.

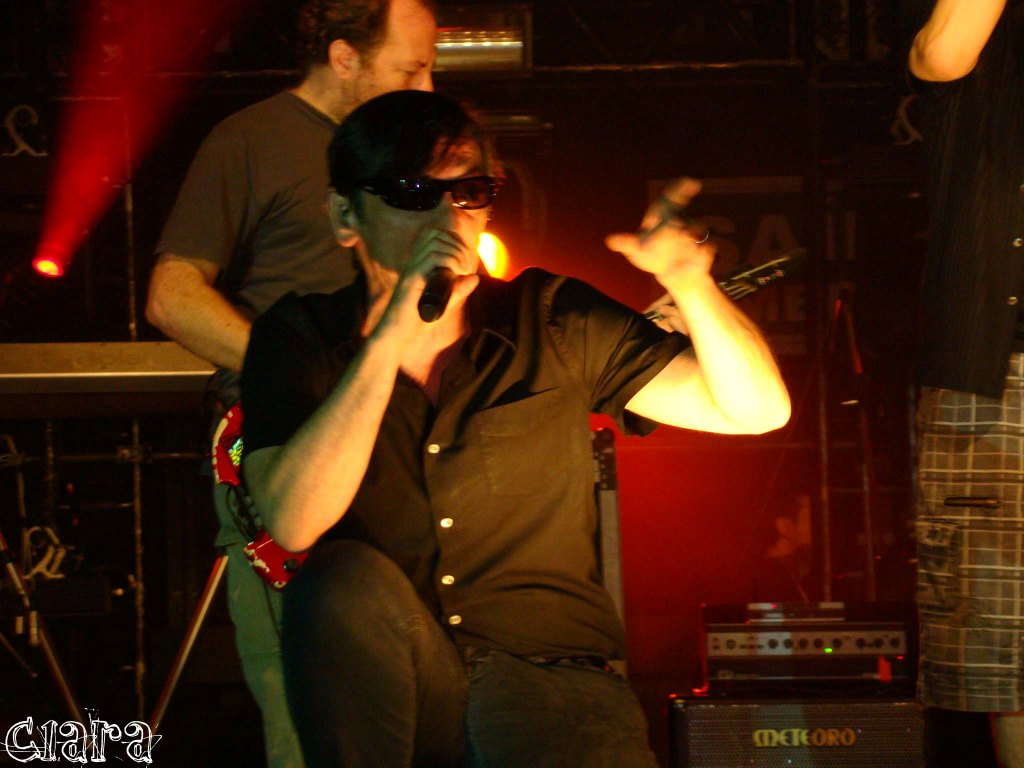
Miklos com os Titãs em 2007

Na televisão, fez pontas em diversas séries e novelas, como Os Normais (2002), Bang Bang (2006) e Sessão de Terapia (2013).
Além disso, ele também estreou, no dia 10 de junho de 2014, o programa Extra Ordinários, no canal SporTV, juntamente ao jornalista Eduardo Bueno; a atriz Maitê Proença e o escritor Xico Sá - um programa no qual os quatro, somados a algum convidado especial, comentam o torneio e temas relacionados.
Entre 2012 e 2013, ele apresentou o programa "Paulo Miklos Show", na Mix TV. O programa inicialmente se chamaria "Dose Tripla" e seria co-apresentado por Gustavo Braun e Marina Santa Helena, com Paulo fazendo as vezes de mediador.
Em 2015, atuou em Carrossel: O Filme como Gonzales. No ano seguinte, atuou o mesmo personagem em Carrossel 2: O Sumiço de Maria Joaquina.
Em 2016, foi selecionado como um dos jurados da versão brasileira do programa The X Factor. Ele também está gravando a série A Lei, que será exibida no canal Space.
No ano de 2018, interpretou o personagem Jurandir, um beato católico fervoroso que tinha o sonho de ver a filha Elisa (Giullia Buscacio) seguindo a vida religiosa se tornando uma freira na novela "O Sétimo Guardião" de Aguinaldo Silva.

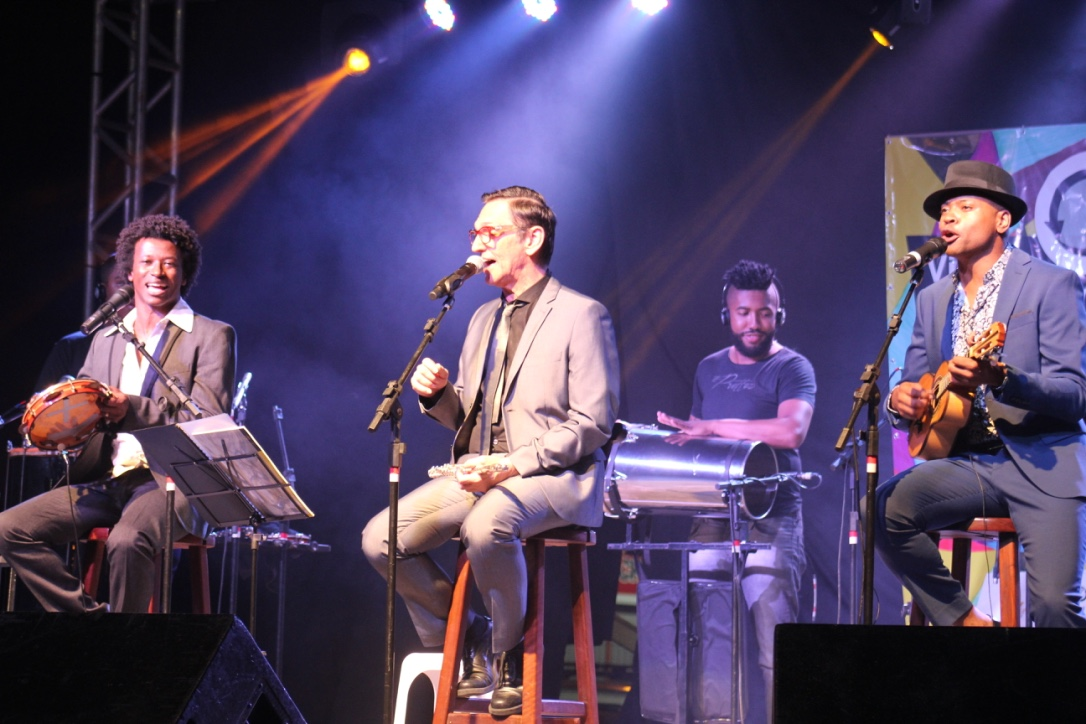
Show de Paulo Miklos em tributo a Adoniram Barbosa

## Vida pessoal
Neto paterno de judeus húngaros e neto materno de portugueses. Paulo afirmou em entrevista a jornalista Marília Gabriela que não segue a religião judaica. Foi casado com Rachel Salém de 1982 a 2013, quando ela morreu de complicações de um câncer de pulmão, a mesma doença que já havia matado sua mãe no ano anterior. Com ela, teve uma filha, Manoela. Em 2016, casou-se novamente, desta vez com a produtora cultural Renata Galvão. É torcedor do Santos Futebol Clube.

## Discografia

### Solo
- Paulo Miklos (1994)
- Vou Ser Feliz e Já Volto (2001)
- A Gente Mora no Agora (2017)
- Do Amor Não Vai Sobrar Ninguém (2022)

### Participações
- Nando Reis - Jardim-Pomar, na faixa "Azul de Presunto" (2016)[44]
- Cachorro Grande - Acústico MTV Bandas Gaúchas, na faixa "Dia Perfeito" (2005)

## Filmografia
| Ano  | Título                  | Papel                              |
| ---- | ----------------------- | ---------------------------------- |
| 1997 | Sai de Baixo            | Zezão ep.: É Fogo Na Roupa         |
| 2002 | Os Normais              | Pedroca                            |
| 2004 | Celebridade             | Junto com os Titãs, como Ele Mesmo |
| 2004 | Mandrake                | Zenon                              |
| 2005 | Bang Bang               | Kid Cadillac                       |
| 2008 | Casos e Acasos          | Chefe da Segurança do Aeroporto    |
| 2009 | Aline                   | Jorge                              |
| 2009 | Força-Tarefa            | Leandro                            |
| 2010 | Na Forma da Lei         | Zé Gorila                          |
| 2011 | Dose Tripla             | Ele Mesmo                          |
| 2012 | Acampamento de Férias 3 | Zulmiro                            |
| 2012 | Sessão de Terapia       | Pai de Nina (Episódio 43)          |
| 2014 | O Caçador               | Dr. Morf                           |
| 2017 | Sob Pressão             | Valter (Episódio 2)                |
| 2018 | Assédio                 | Artur Castelo                      |
| 2018 | O Sétimo Guardião       | Jurandir Rangel                    |
| 2020 | Os Roni                 | Fernandinho                        |
| 2021 | Manhãs de Setembro      | Décio                              |
| 2023 | Últimas Férias          | Marcelo                            |
| 2024 | Os Parças - A Série     | Carlinhos Cochabamba               |

| Ano  | Título              | Papel              |
| ---- | ------------------- | ------------------ |
| 2012 | Saturday Night Live | Ele mesmo          |
| 2012 | Paulo Miklos Show   | Ele mesmo          |
| 2014 | Extra Ordinários    | Ele mesmo          |
| 2016 | X Factor            | Ele mesmo (jurado) |
| 2020 | The Four Brasil     | Ele mesmo (jurado) |

| Ano  | Título                                    | Papel            | Nota                   |
| ---- | ----------------------------------------- | ---------------- | ---------------------- |
| 1985 | Areias Escaldantes                        | Ele mesmo        |                        |
| 2001 | O Invasor                                 | Anísio           |                        |
| 2006 | Boleiros 2 - Vencedores e Vencidos        | Lauro            |                        |
| 2007 | Estômago                                  | Etecétera        |                        |
| 2008 | Xuxa e as Noviças                         | Kléber           | Especial de fim de ano |
| 2009 | É Proibido Fumar                          | Max              |                        |
| 2009 | Titãs - A Vida até Parece uma Festa       | Ele mesmo        | Documentário           |
| 2015 | Carrossel: O Filme                        | Gonzales         |                        |
| 2015 | Califórnia                                | Beto             |                        |
| 2015 | Quando Parei de Me Preocupar com Canalhas | Taxista          | Curta-metragem         |
| 2015 | Dá Licença de Contar                      | Adoniran Barbosa | Curta-metragem         |
| 2016 | Carrossel 2: O Sumiço de Maria Joaquina   | Gonzales         |                        |
| 2017 | Gosto se Discute                          | Romualdo         |                        |
| 2018 | Cano Serrado                              | Manuel           |                        |
| 2019 | O Homem Cordial                           | Aurélio          |                        |
| 2022 | O Clube dos Anjos                         | Samuel           |                        |
| 2023 | União Instável                            | Paulistinha      |                        |
| 2024 | Saudosa Maloca                            | Adoniran Barbosa |                        |

## Prêmios e indicações
| Ano  | Premiação                           | Categoria               | Indicação       | Resultado |
| ---- | ----------------------------------- | ----------------------- | --------------- | --------- |
| 2001 | Festival de Brasília                | Revelação de Ator       | O Invasor       | Venceu    |
| 2003 | Prêmio Guarani de Cinema Brasileiro | Melhor Ator Coadjuvante | O Invasor       | Venceu    |
| 2003 | Grande Prêmio do Cinema Brasileiro  | Melhor Ator Coadjuvante | O Invasor       | Venceu    |
| 2024 | Festival Sesc Melhores Filmes       | Melhor Ator Nacional    | O Homem Cordial | Indicado  |